# Diocese de Nadalatando
A Diocese de Nadalatando (Diœcesis Nadalatandensis) é uma circunscrição eclesiástica da Igreja Católica em Angola, pertencente à Província Eclesiástica de Malanje, sendo sufragânea da arquidiocese de Malanje. A sé episcopal está na catedral de São João Baptista, na cidade de Nadalatando, na província do Cuanza Norte.
Foi criada no dia 26 de março de 1990 pela bula Peculiari quidem, pelo Papa João Paulo II, quando foi desmembrada da arquidiocese de Luanda. Foi primeiro bispo o senhor dom Pedro Luís Guido Scarpa.
Entre sua fundação e 12 de abril de 2011 foi sufragânea da arquidiocese de Luanda, quando tornou-se parte da província eclesiástica da arquidiocese de Malanje.
Tem uma superfície de 19 357 km². Está localizada no centro-norte de Angola, abarcando a totalidade da província do Cuanza Norte. A população do território diocesano é composta por inúmeras origens étnicas, mas com uma maioria de ambundos.

## Lista de bispos de Nadalatando
|        | Nome                                 | Período    | Notas  |
| Bispos | Bispos                               | Bispos     | Bispos |
| ------ | ------------------------------------ | ---------- | ------ |
| 2º     | Almeida Canda                        | 2005-atual |        |
| 1º     | Pedro Luís Guido Scarpa, O.F.M. Cap. | 1990-2005  |        |